# Henry Holiday

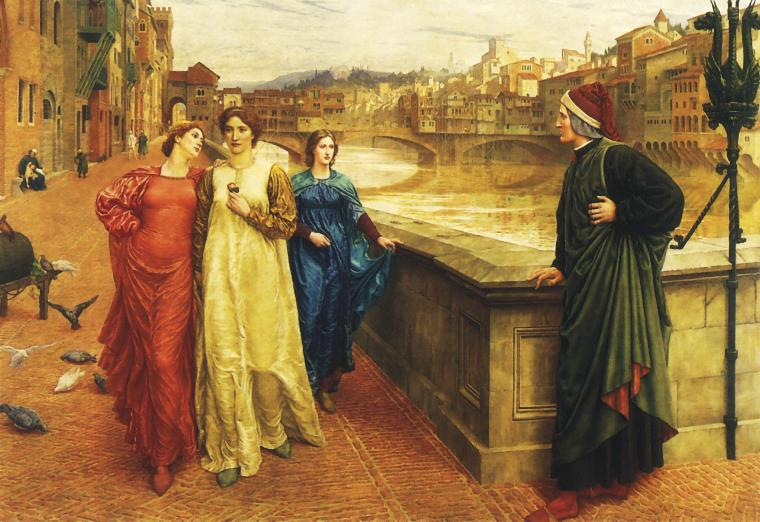
Dante and Beatrice, 1883, Walker Art Gallery, Liverpool

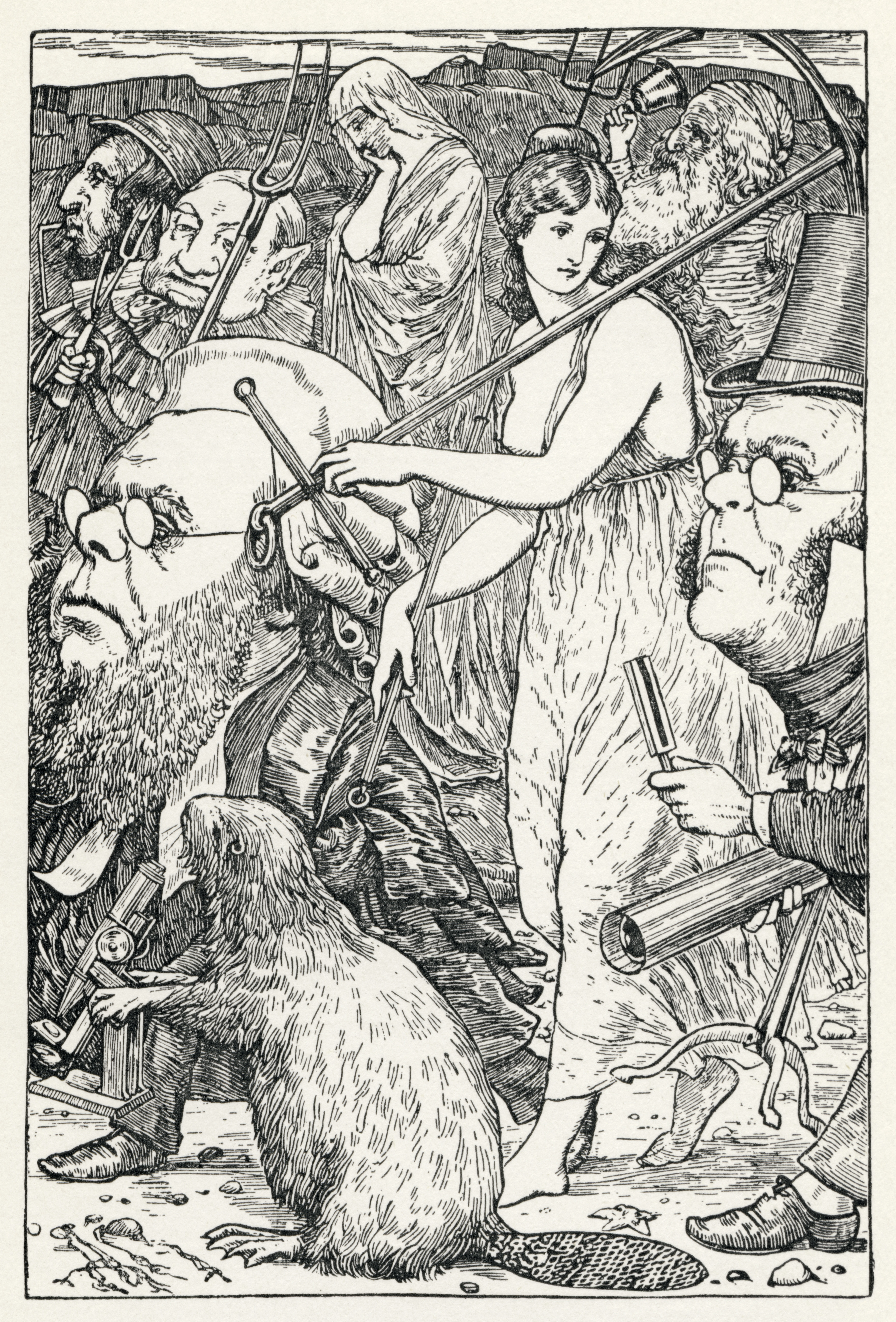
Illustratie uit Lewis Carroll's The Hunting of the Snark, 1876

Henry Holiday (Londen, 17 juni 1839 – aldaar, 15 april 1927) was een Engels kunstschilder, glaskunstenaar, beeldhouwer en illustrator die geassocieerd wordt met de Prerafaëlieten.
Holiday toonde al op zeer jeugdige leeftijd talent. Hij studeerde aan de opleiding van James Matthews Leigh, later bekend als de Heatherley School of Fine Art, en aan de Royal Academy of Arts, waar hij al op 16-jarige leeftijd werd toegelaten. Via zijn vriendschap met Albert Moore en Simeon Solomon maakte hij kennis met Dante Gabriel Rossetti, Edward Burne-Jones en William Morris en zodoende met het werk van de Prerafaëlieten, dat hem sterk zou beïnvloeden.
Hij verbleef vaak in de studio van Burne-Jones en diens invloed op zijn werk is merkbaar aanwezig.

## Schilder
Als schilder werkte Holiday zowel met olieverf als in aquarel. Hij vervaardigde historische genrestukken en landschappen. In 1858 werd zijn eerste werk tentoongesteld bij de Royal Academy en meteen verkocht. Vervolgens exposeerde hij hier en elders regelmatig.
Vanaf 1855 trok hij geregeld naar het door hem bewonderde Lake District, waar hij schetsen maakte van het landschap. Later, in de jaren 1907-1908, bouwde hij er zijn eigen, bijzonder vormgegeven, vakantiehuis, dat bekendstaat als 'Betty Fold'. Zijn schilderij Dante and Beatrice wordt gerekend tot zijn bekendste werken. Het bevindt zich thans in de Walker Art Gallery, Liverpool.

## Glazenier
Onder meer door zijn contacten met de architect William Burges raakte Holiday geïnteresseerd in de toegepaste kunsten. Vanaf ongeveer 1863 richtte hij zich vooral op het ontwerpen en vervaardigen van gebrandschilderd glas. Aanvankelijk deed hij dat in samenwerking met gevestigde glasfabrikanten, maar op den duur werd hij ontevreden over de methoden van de commerciële bedrijven en begon hij zijn eigen firma in Hampstead (1891). Door hem ontworpen en vervaardigde ramen zijn onder andere een herdenkingsraam voor Isambard Kingdom Brunel in Westminster Abbey en de beglazing in de kerk St Mary Magdalene in Paddington, Londen.
Diverse kerken in het Lake District bezitten werk van Holiday en ook voerde hij zeer veel opdrachten uit voor kerken en andere gebouwen in de Verenigde Staten.

## Illustrator
In 1874 kreeg hij van de auteur Lewis Carroll, met wie hij bevriend zou blijven, de opdracht om de illustraties te verzorgen bij diens gedicht The Hunting of the Snark.

## Persoonlijk leven
Holiday maakte een aantal buitenlandse reizen, naar Italië en naar Ceylon, waar hij astronomische tekeningen maakte en naar India en Egypte, waar hij schetsen en aquarellen maakte.
In oktober 1864 trouwde Holiday met Catherine (Katie) Raven, die een bekwaam borduurster was die werkte voor Morris & Co, het bedrijf van William Morris. Zij kregen een dochter, Winifred. Holiday en zijn vrouw waren overtuigde socialisten en steunden de strijd van de suffragettes voor het vrouwenkiesrecht. Emmeline Pankhurst was een regelmatige gast tijdens bijeenkomsten van de beweging in het Lake District.